# Auburn University
Auburn University er et offentligt amerikansk universitet i Auburn, Alabama. Med over 30.000 studerende og 1.260 akademiske medarbejdere er det Alabamas næststørste universitet efter University of Alabama i Tuscaloosa.
Auburn University blev grundlagt 1. februar 1856 som East Alabama Male College, en privat skole for mænd som var tilknyttet til metodistkirken. I 1872 med hjemmel i Morrill Act blev det statens første land-grant university og ændrede navn til Agricultural and Mechanical College of Alabama. Fra 1892 blev også kvinder optaget, og det blev Alabamas første højere skole for begge køn. I 1899 blev navnet ændret til Alabama Polytechnic Institute og igen i 1960 til Auburn University.